# Sida floridana
Sida floridana är en malvaväxtart som beskrevs av Siedo. Sida floridana ingår i släktet sammetsmalvor, och familjen malvaväxter. Inga underarter finns listade i Catalogue of Life.